# Posąg Idrimiego
Posąg Idrimiego – datowany na XVI wiek p.n.e. posąg przedstawiający Idrimiego, króla starożytnego państewka Alalach. Odkryty został w ruinach Alalach w 1939 roku przez Leonarda Woolleya. Obecnie znajduje się w zbiorach British Museum.
Wykonany z magnezytu posąg ma 1,04 m wysokości i 48,2 cm szerokości. Władca ukazany został siedzący na tronie ozdobionym z obydwu stron wizerunkami lwów. Odziany jest w długą szatę, na głowie ma nałożony czepek, jego twarz okala schematycznie zarysowany zarost. Ręce usytuowane są równolegle, prawa ułożona jest ukośnie na piersi, lewa natomiast opuszczona na kolano. Idrimi posiada duże, szeroko rozwarte oczy o wyraźnie zaznaczonym konturze, które wykonano ze szkła. Cała postać ukazana została schematycznie, bez zarysowania szczegółów sylwetki, z przeznaczeniem do oglądania jedynie od frontu. Korpus jest zbyt przysadzisty, potraktowany blokowo, głowa zaś nieproporcjonalnie duża w stosunku do reszty ciała.
Frontową część posągu pokrywa licząca 104 linijki inskrypcja klinowa w języku akadyjskim, której autorem jest skryba imieniem Szarruwa. Tekst zawiera liczne błędy i jest trudny w odczycie. Inskrypcja przedstawia autobiografię Idrimiego. Będąc synem króla Aleppo został zmuszony w nieznanych bliżej okolicznościach do opuszczenia kraju i zamieszkania wśród rodziny swojej matki w Emar nad Eufratem. Następnie spędził kilka lat pośród koczowników w Kanaanie, po czym podjął starania o odzyskanie tronu w rodzinnym kraju. Po zebraniu wojska udało mu się powrócić do rodzinnego kraju, uznał także zwierzchność króla Mitanni Barattarny. Za jego rządów Alalach rozkwitło, zaś sam Idrimi stoczył zwycięską wojnę z Hetytami. Inskrypcję kończy klątwa skierowana przeciwko temu, kto ważyłby się zniszczyć posąg.